# Anatta
I buddhismen henviser udtrykket anattā (Pali) eller anātman (sanskrit) til læren om "ikke-selv", at der ikke er noget uforanderligt, permanent selv, sjæl eller essens i fænomener. Det er en af de syv gavnlige opfattelser i buddhismen,  og et af de tre eksistensmærker sammen med dukkha (utilfredsstillelse) og anicca (midlertidighed). 
Det buddhistiske begreb anatta eller anatman er en af de grundlæggende forskelle mellem buddhisme og hinduisme, idet sidstnævnte hævder, at atman (selv, sjæl) eksisterer.  

## Anatta i Theravada-buddhisme
Lærde i Theravada-buddhisme, siger Oliver Leaman, betragter anattā-doktrinen som en af de vigtigste teser i buddhismen. 
Buddhistisk benægtelse af "enhver sjæl eller selv" er det, der adskiller buddhismen fra de store religioner i verden, såsom kristendom og hinduisme. Med læren om anattā, står eller falder hele den buddhistiske struktur, hævder Nyanatiloka. 
Ifølge Steven Collins antages det, at "indsigt i belæringerne om anatta er to vigtige punkter i den intellektuelle og åndelige uddannelse af et individ", når vedkommende skrider frem ad stien. Den første del af denne indsigt er at undgå sakkayaditthi (troen på et uforanderligt selv), det vil sige at konvertere "følelsen af et jeg, der er opnået ved introspektion og det faktum, at der er en fysisk individualitet" til en teoretisk tro på et selv. "En tro på en (virkelig) eksisterende krop" betragtes som en falsk tro og en de ti kæder, der gradvis skal falde bort. Det andet punkt er den psykologiske realisering af anatta eller tab af "stolthed eller indfangelse". Dette, siger Collins, forklares som indfangelsen af asmimana eller "jeg er"; (...)
Det, der henvises til med "indfangelse", er det faktum, at for den uoplyste mand, vil al erfaring og handling nødvendigvis forekomme fænomenologisk som hændt eller stammende fra et "jeg". Når en buddhist bliver mere oplyst, vil det, der hænder for eller stammer fra et "jeg" blive mindre. Den endelige opnåelse af oplysning er forsvinden af dette automatiske, men illusoriske "jeg". 